# Hermann Cohen (philosophe)
Pour les articles homonymes, voir Hermann Cohen et Cohen.
Hermann Cohen, né à Coswig le 4 juillet 1842 et mort à Berlin le 4 avril 1918, est un philosophe juif allemand. Il fut l'un des fondateurs de l'école néo-kantienne de Marbourg et, avec Paul Natorp, l'un de ses principaux membres. On le considère comme « probablement le philosophe juif le plus important du dix-neuvième siècle ».

## Biographie
Il commence tôt à étudier la philosophie et devient bientôt l'un des meilleurs connaisseurs de Kant. Il fait ses études au gymnase de Dessau, au gymnase Saint-Matthias de Breslau et au séminaire théologique juif de Breslau, puis aux universités de Breslau, de Berlin et de Halle. En 1873, il devient assistant à la faculté de philosophie de l'université de Marburg, la thèse avec laquelle il obtient son venia legendi étant Die systematischen Begriffe in Kant's vorkritischen Schriften nach ihrem Verhältniss zum kritischen Idealismus. En 1875, il est élu professeur extraordinaire et l’année suivante professeur ordinaire à Marbourg.
Il est un des fondateurs de la Gesellschaft zur Förderung der Wissenschaft des Judenthums, qui tient sa première réunion à Berlin en novembre 1902.
À sa mort, il est enterré au cimetière juif de Weißensee.

## Philosophie
Hermann Cohen est le fondateur du néokantisme de Marbourg (opposé au néokantisme de Heidelberg, dont le fondateur est au même moment Wilhelm Windelband). Sa philosophie, comme celle de Kant, recouvre les trois domaines traditionnels :
- une philosophie de la connaissance, ou plus précisément une logique de la connaissance (Logik der reinen Erkenntnis, partiellement traduit par M. de Launay dans Néoakantismes et théorie de la connaissance, Paris, Vrin) qui prétend dépasser et achever la critique de la connaissance de Kant (Critique de la raison pure). Les deux livres de Cohen consacrés à la Critique de la raison pure de Kant sont La théorie kantienne de l'expérience et Commentaire de la Critique de la raison pure.
- une philosophie éthique qui prétend dépasser et achever la morale kantienne : c'est le livre Ethik des reinen Willens, en somme le Critique de la raison pratique de Cohen
- une esthétique : c'est l'ouvrage Ästhetik des reinen Gefühls, où Cohen prétend dépasser et achever la première partie de la Critique de la faculté de juger de Kant (Critique de la faculté de juger esthétique).

## Ouvrages
- Le concept de philosophie, sous la direction de Myriam Bienenstock, trad. par M. Bienenstock, J.-M. Buée... Paris, Editions du Cerf, 2014
- La Théorie kantienne de l'expérience, trad. E. Dufour et J. Servois, Paris, Le Cerf, 2001
- Le Principe de la méthode infinitésimale. Un chapitre pour la fondation de la critique de la connaissance, trad. fr. M. de Launay, Paris, Vrin, 1998
- Commentaire de la "Critique de la raison pure" de Kant, trad. fr. E. Dufour, Paris, Le Cerf, 2000
- La Religion dans les limites de la philosophie, trad. fr. M. de Launay et C. Prompsy, Paris, Le Cerf, 1990
- Religion de la raison tirée des sources du judaïsme, trad. fr. M. de Launay et A. Lagny, Paris, P.U.F., 1994
- Éthique du judaïsme, trad. fr. M.-R. Hayoun, Le Cerf, 1994